# Kinross-shire

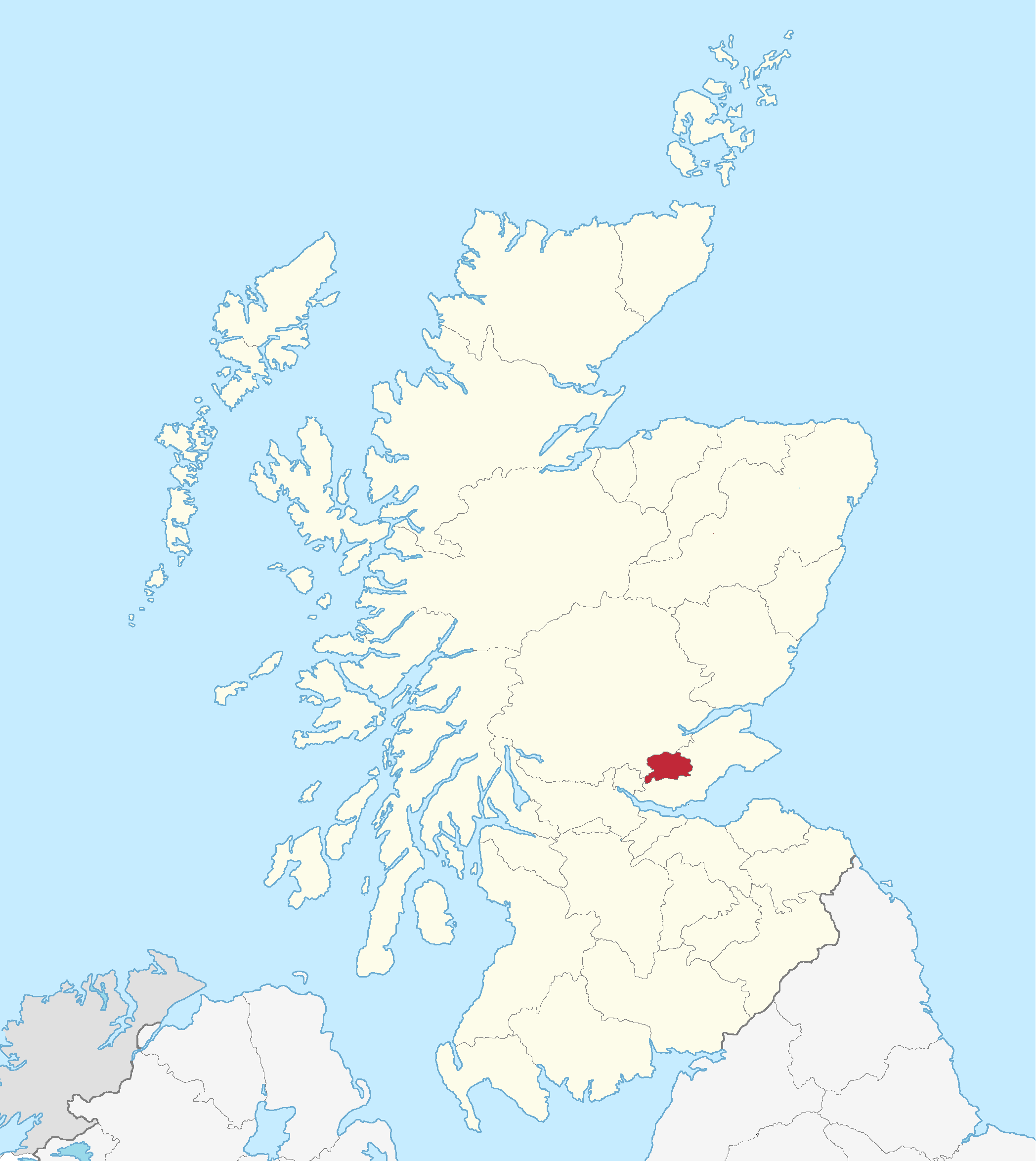
Condado de Kinross na Escócia

Kinross-shire ou Condado de Kinross é um município de inscrição, zona eleitoral e histórica da council area de Perth and Kinross nas centrais leste do Vale Midland, Escócia. Em torno de seu maior assentamento e freguesia do concelho de Kinross, as fronteiras de Kinross-shire são Perthshire ao norte, Fife para o leste e para o sul e para o oeste Clackmannanshire.
O censo de 1971 registrou uma população de 6423 no município. A queda foi acelerada pelo fechamento das estradas de ferro no município, logo após a Segunda Guerra Mundial.
O Conselho do Condado de Kinross recebeu uma doação de armas de Lord Lyon King of Arms em 18 de maio de 1927. Os braços representam o Castelo de Loch Leven em uma ilha (embora o brasão simplesmente descreve-o como um "castelo"). O lema adotado foi por todo o tempo: no momento da concessão do conselho do condado estava em campanha para manter a existência separada do município. Quando o Conselho Distrital de Perth and Kinross concedeu brasões em 1977, os braços do Condado de Kinross foram colocados em um inescutcheon ou pequeno escudo, no centro das novas armas.
Em 1851 havia quatro freguesias inteiras no Condado - Cleish, Orwell, Kinross e Tulliebole. Havia também partes de três outras paróquias, (dois no presbitério de Perth e outra no presbitério de Auchterader).